# Триродийгептаторий
Триродийгептаторий — бинарное неорганическое соединение
родия и тория
с формулой Rh3Th7,
кристаллы.

## Получение
- Сплавление стехиометрических количеств чистых веществ в инертной атмосфере:

{\displaystyle {\mathsf {3Rh+7Th\ {\xrightarrow {1362^{o}C}}\ Rh_{3}Th_{7}}}}

## Физические свойства
Триродийгептаторий образует кристаллы
гексагональной сингонии,
пространственная группа P 63mc,
параметры ячейки a = 1,0031 нм, c = 0,6287 нм, Z = 2,
структура типа гептаторийтрижелеза Fe3Th7
.
Соединение конгруэнтно плавится при температуре 1362°C .
При температуре 2,15 К соединение переходит в сверхпроводящее состояние .